# Talar

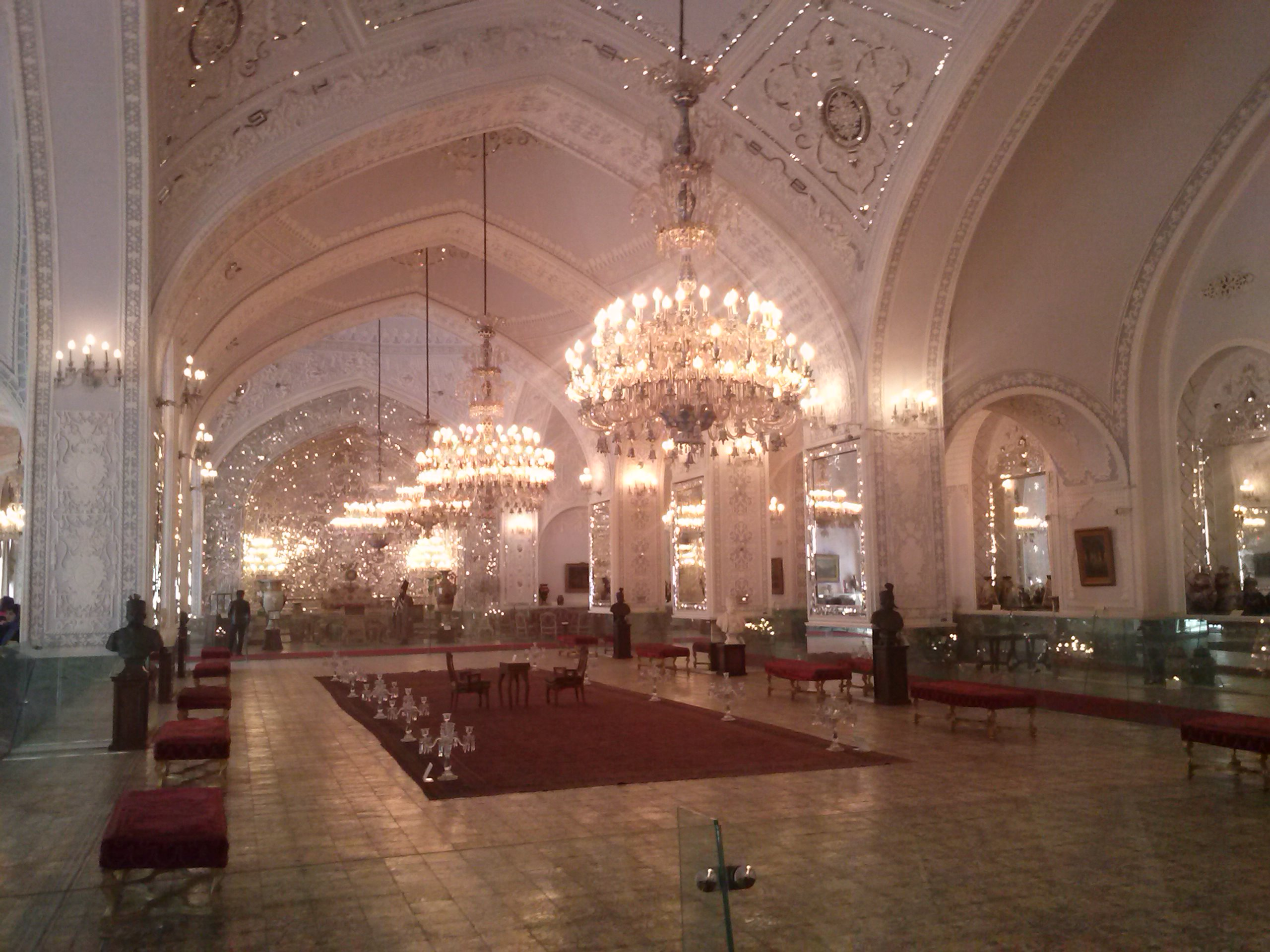
Salle Salam du palais du Golestan, 2013.

Talār (en persan : تالار) désigne le terme architectural donné au trône des monarques de Perse qui est sculpté sur la tombe de Darius Ier à Naqsh-e Rostam, près de Persépolis, situé au-dessus du portique qui était copié de son palais.
Le terme sert aussi à désigner un porche à colonnes en architecture iranienne.